# Lar (Fars)
Lar (farsi لار) és una ciutat de la província de Fars al sud de l'Iran, capital històrica de la regió del Laristan i capital moderna del comtat de Larestan.
Té una població de 66.377 habitants (2005).
La població estimada de Lar el 1523 era de 20.000 persones. A l'inici del segle xviii s'estimava en 50.000 habitants. El 1808 Dupré considera exagerada la xifra de 15.000. El 1881 s'estimava en 6.000 habitants. El 1950 eren 11.656 habitants, el 1956 eren 14.188 habitants, i el 1966 es va passar a 37.198 habitants.
Els habitants són de majoria sunnita però hi ha també xiïtes. La comunitat jueva, important durant segles, ha desaparegut.
Es parla una forma dialectal del persa coneguda com a lari o achomi o ajami, amb una sintaxi notablement diferent, suposadament derivada del pahlavi, la llengua dels parts, mare també dels altres dialectes perses moderns, però ha conservat moltes peculiaritats perdudes en el persa modern; el lari només és una llengua parlada i per escriure s'utilitza el persa.
La ciutat moderna (Shahr-e Jadid) fou construïda després del terratrèmol del 1960 que va destruir part de la ciutat vella (Shahr-e Ghadim). El basar de Qaisariye, presafàvida, es troba a la part vella i està proposat com Patrimoni de la Humanitat des de 2007. La ciutat disposa d'un tren d'alta velocitat entre la ciutat i l'estació de policia (10 km), des d'on continua com a línia normal cap altres ciutats veïnes
Sota els Ilkhànides fou governada per una família local que va quedar independent de fet el 1335 dominant tot el Laristan. Aquesta família es tradicionalment anomenada Milàdida per ser suposadament descendent del mític Gurgin Milad, que hauria rebut la zona del també mític sobirà kayànida persa Kay Khusraw, però en aquest temps probablement havia estat suplantada per una família turcomana que per enllaços matrimonials o per conveniències polítiques s'hauria atribuït aquest origen. La progressiva pèrdua de la seva posició en les rutes comercials van provocar més tard el fí de la dinastia.
Al segle xv al XVIII fou un centre caravaner destacat. Els llocs destacats a part del basar, són:
- Avinguda de Khiyaban-i Himmat que creau la ciutat de nord a sud, construïda després de 1960.
- Fortalesa de pedra d'Adhadaha Paykar (Cos de Dragó) sobre una roca que domina la ciutat. Un antic castell dels reis fou destruït per un terratrèmol el 1593.
- Masjid-i djum al costat del bazar amb un mihrat de marbre del segle xiv avui en un museu a Siraz.

Al segle xx estava dividida en 14 barris (kuy) però progressivament se'n van anar creant de nous.